# オー・プリティ・ウーマン
「オー・プリティ・ウーマン」（Oh, Pretty Woman）は、ロイ・オービソンが1964年に発表したシングル。後にヴァン・ヘイレン等にもカヴァーされ、また、映画『プリティ・ウーマン』の主題歌にも起用された。2004年には、「ローリング・ストーンの選ぶオールタイム・グレイテスト・ソング500」で222位にランク・インしており、後の改訂では224位となった。
BMI調べによる「20世紀にアメリカのテレビやラジオで最もオンエアされた100曲」のランキングでは26位にランクインされた。2012年12月28日にBBC Fourが放送した『ザ・リッチエスト・ソングス・イン・ザ・ワールド』 (The Richest Songs in the World) で、音楽著作権で史上最も稼いだ曲の第9位に選出された。

## オリジナル・ヴァージョン
ロイ自身とビル・ディーズの共作で、ロイの妻のクローデットにインスパイアされて作られた。本作は大ヒットを記録し、本国アメリカでは、Billboard Pop Singlesで1位を獲得。ロイにとって通算2作目にして最後の全米1位獲得シングルとなった。イギリスでも通算3週に渡って1位を獲得。
ロイのオリジナル・ヴァージョンは、1990年公開の映画『プリティ・ウーマン』（監督：ゲイリー・マーシャル）の主題歌として使用された。

## ヴァン・ヘイレン・ヴァージョン
ヴァン・ヘイレンによるカヴァーは、1982年のアルバム『ダイヴァー・ダウン』からの先行シングルとしてリリースされ、Billboard Hot 100で12位に達した。ヴァン・ヘイレンのシングルが全米トップ20入りを果たしたのは、1979年の「踊り明かそう」以来となる。

## 他のカヴァー
- アル・グリーン - 『I’m Still in Love with You』（1972年）
- ジョン・クーガー - 『Chestnut Street Incident』（1976年）
- ヤン・ハマー - 『Hammer』（1979年）
- 木村カエラ - 2006年、フジテレビ系連続ドラマ『アテンションプリーズ』の主題歌としてカヴァー。その後TBS系（毎日放送制作）のバラエティ番組『世界の日本人妻は見た!』、サンテレビ制作のゴルフ番組『Pretty & Challenge - GIRLSGOLF -』でテーマ曲として使用されている。
- 伴都美子 - 『VOICE 2〜cover lovers rock〜』（2008年）
- MONGOL800 - 『etc.works 2』（2011年）
- Bon JoviがLiveの際に演奏することもある。
- 山下達郎はオフィシャルファンクラブ広報の2006年12月の付属CDにてカヴァーした。
- 池田エライザ - 『失楽園』（2022年）

## プリティ・ウーマン事件
1989年、米国のヒップホップグループ、「ツー・ライブ・クルー」によって同曲を改変した楽曲、「Pretty Woman」が制作され、著作権侵害訴訟となったが（w:Campbell v. Acuff-Rose Music, Inc.）、パロディによる引用（フェアユース）の範囲とされ、2 Live Crewの勝訴となった。